# Guerra do formato do videocassete

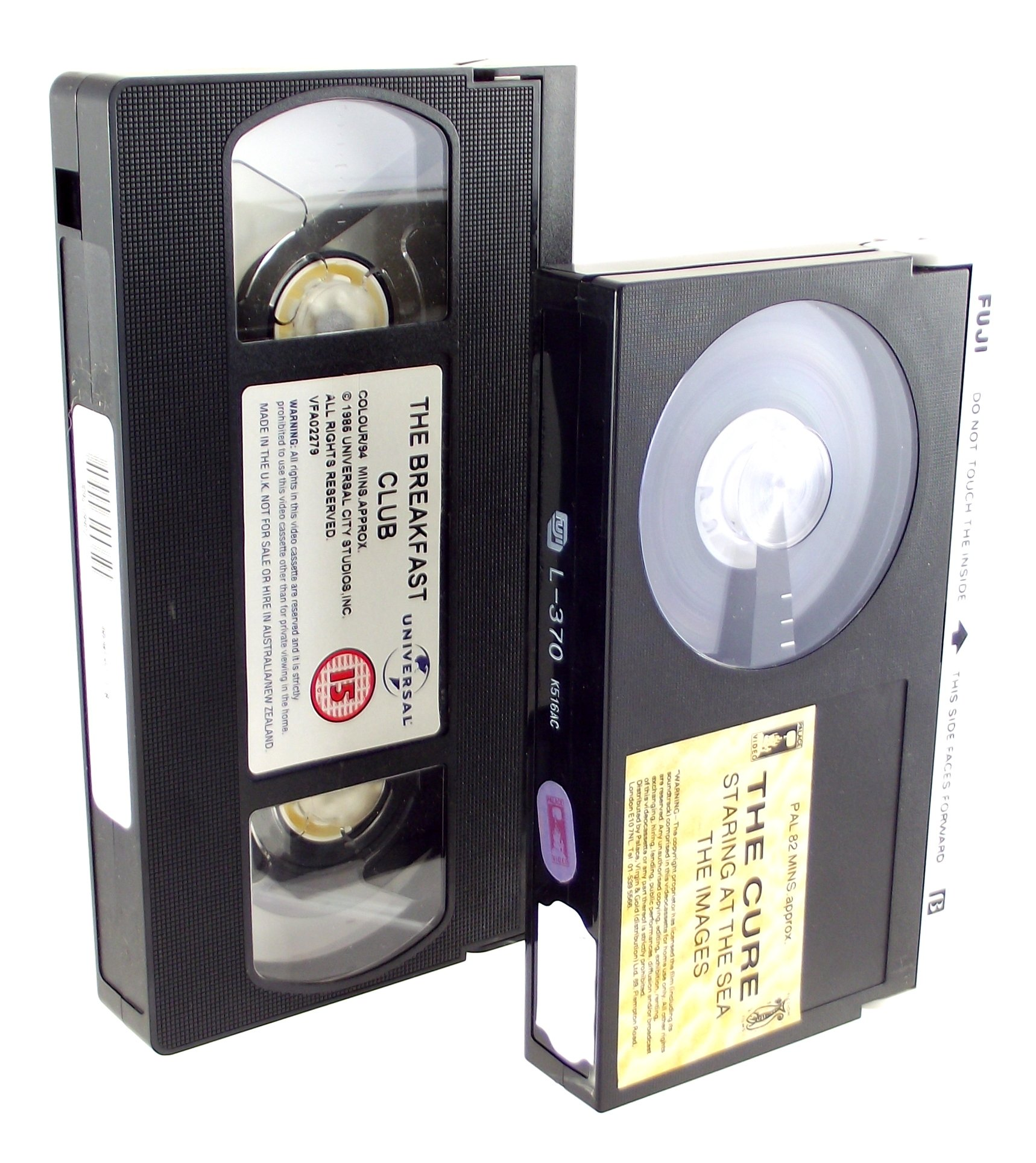
Fita VHS ao lado de uma fita Betamax.

A guerra do formato do videocassete (em inglês: videotape format war) foi um período de intensa competição entre modelos incompatíveis de videocassete entre o final da década de 1970 e o final da década de 1980.